# Gastón Frías
Gastón Frías (4 de agosto de 1990, Buenos Aires, Argentina) es un actor argentino, reconocido por sus participaciones en televisión como El amor después del amor, Senna, La Voz Ausente, Humor Argentino, Los Protectores 2, La Reina Del Sur, 100 días para enamorarse y Millennials .

## Biografía
Formado como actor con maestros como Pablo De Nito, Ricardo Bartís, Pompeyo Audivert, Guillermo Cacace y Susana Pampín, entre otros, comenzó su carrera en 2009.
En series de plataforma y televisión participó en El amor después del amor donde interpreta a Batato Barea, Senna donde interpreta a Damon Hill, en La Voz Ausente, Humor Argentino, Los Protectores 2, La Reina Del Sur, 100 días para enamorarse y Millennials .
En cine protagonizó la película 300 cartas de Lucas Santa Ana, trabajó en Los Agitadores de Marco Berger, Demonio Eclipse Rojo de Samot Márquez, Avec Le Temps de Eva Urrutia, El destino, tríptico del porvenir de Ana Lucía Rodriguez, Una tumba para tres de Mariano Cattáneo, Legiones de Fabián Forte, Fomalhaut de Wanda Berrio, entre otros.
En teatro trabajó en las obras Los Tiempos de Federico León , El Plauto dirigida por Adrián Blanco, Viñetas de un mundo roto de Pablo Quiroga, La Ponedora, el último milagro y Crónicas extraordinarias  dirigidas por Ana Lucía Rodriguez, iCan dirigida por Lucas Santa Ana, Antes de bajar dirigida por Martín Salazar, Unidos a la fuerza dirigida por Gabriel Wolf, Fado dirigida por Mariana Giovine y El Lagarto dirigida por Guillermo Chinetti.
Creó y protagonizó El amor es un bateador de baseball canadiense ganadora del Concurso Nacional De Actividades Performáticas En Entornos Visuales del INT y de la Maratón Audiovisual de SAGAI, dirigida por Ana Lucía Rodriguez.
Además escribe, produce y protagoniza la serie web de humor absurdo Planeta Perinola junto a su hermano Agustín Frías Silva y Leandro Cóccaro, actores los dos, con notable éxito en redes sociales y en canales televisivos como América TV y Televisión Pública.

## Filmografía
- 2023: 300 Cartas, Dirección: Lucas Santa Ana
- 2023: Legiones, Dirección: Fabián Forte
- 2022: Los agitadores, Dirección: Marco Berger
- 2022: Demonio Eclipse Rojo, Dirección: Samot Márquez
- 2022: El destino, tríptico del porvenir, Dirección: Ana Lucía Rodriguez
- 2020: Una Tumba para tres, Dirección: Mariano Cattaneo
- 2019: Avec Le Temps, Dirección: Eva Urrutia